# 圣蒂耶博 (汝拉省)
圣蒂耶博（法語：Saint-Thiébaud，法語發音：[sɛ̃ tjebo]）是法国汝拉省的一个市镇，位于该省东部偏北，属于隆斯勒索涅区。

## 地理
圣蒂耶博（46°58'19"N, 5°51'55"E）面积7.94 平方千米，位于法国勃艮第-弗朗什-孔泰大區汝拉省，该省份为法国东部内陆省份，北起上索恩省，西北接科多尔省，西临索恩-卢瓦尔省，南至安省，东与杜省和瑞士接壤。
与圣蒂耶博接壤的市镇（或旧市镇、城区）包括：伊夫雷、菲略斯河畔拉沙佩勒、萨兰莱班。
圣蒂耶博的时区为UTC+01:00、UTC+02:00（夏令时）。

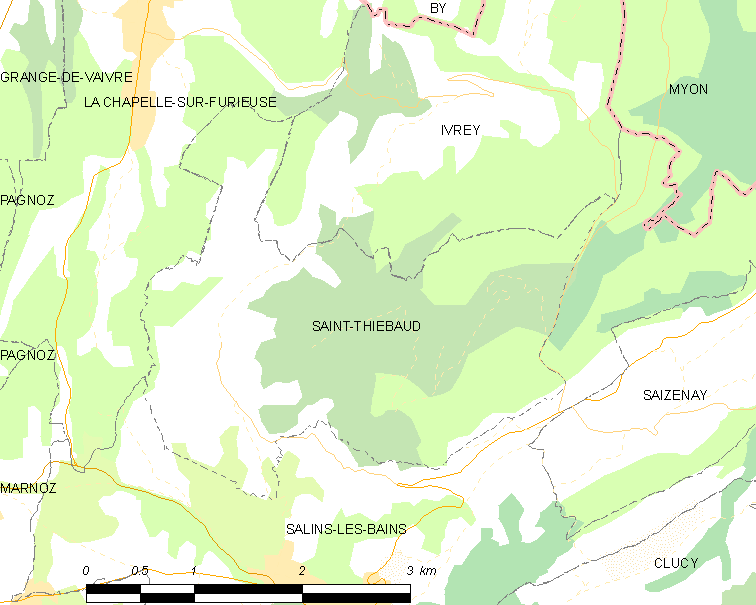
圣蒂耶博的OSM定位图

## 行政
圣蒂耶博的邮政编码为39110，INSEE市镇编码为39495。

## 政治
圣蒂耶博所属的省级选区为阿尔布瓦县。

## 交通
汝拉省省道D270线经过市中心。

## 人口

1962-2008年间圣蒂耶博人口变化图示

圣蒂耶博于2022年1月1日时的人口数量为73人。